# CRISP
CRISP - Corrected Illumination Scanning TEM Probe (zu deutsch etwa Rastertransmissionselektronenmikroskop mit korrigierter Beleuchtung) bezeichnet ein hochauflösendes Raster-Transmissionselektronenmikroskop (HR(S)TEM) der Firma Zeiss, mit dem Strukturabbildungen bis zu einer atomaren Auflösung möglich sind.

## Verfahren
Das CRISP ist prinzipiell eine Weiterentwicklung der bekannten STEM-Technik, bei der das zu untersuchende Objekt durchstrahlt wird. Der zur Abtastung verwendete Elektronenstrahl durchdringt dabei das Objekt und wird von einem Detektor unterhalb der Probe aufgefangen und ausgewertet. Durch eine besonders feine Fokussierung des Elektronenstrahls unter Verwendung eines Korrektors ist es möglich, während des Rasterns eine atom-feine Sonde über die zu untersuchende Probe zu führen. Somit lässt sich eine Auflösung von bis zu 1 Ångström (einem zehmillionstel Millimeter) erreichen. In dieser Größenordnung lassen sich molekulare Strukturen und somit der Aufbau einer Untersuchungsprobe räumlich untersuchen.
Je nach Fragestellung kann das CRISP sowohl als Transmissionselektronenmikroskop (TEM) oder als Rastertransmissionselektronenmikroskop (STEM) betrieben werden. Die Auflösung scheint von der Betriebsart unabhängig zu sein.

## Gerät
Nach eigenen Angaben lieferte die Firma Zeiss 2007 mit dem von ihr entwickelten Libra 200 CRISP das erste und damals weltweit einzige TEM (mit der Fähigkeit auf atomarer Ebene abzubilden) in dieser Technik aus. Betrieben wird es im Bonner Forschungszentrum caesar (Center of advanced european studies and research), einem mit der Max-Planck-Gesellschaft assoziierten Institut. Schwerpunkt der Anwendung von CRISP sind die Materialforschung und neurobiologische Analysen. Über den zusätzlichen Einsatz eines Monochromators (Wienfilter) lassen sich Bildfehler reduzieren und die Auflösung verbessern. Zur chemischen Strukturanalyse kann über die Berechnung mittels Elektronenenergieverlustspektroskopie auf die elementare Materialzusammensetzung geschlossen werden.